# ヴィーナスとキューピッド (クラナッハ、ベルリン)
『ヴィーナスとキューピッド』（独: Venus und Amor, 英: Venus and Cupid）は、ドイツ・ルネサンス期の画家ルーカス・クラナッハ (父) が1530年に板上に油彩で制作した絵画で、1509年の『ヴィーナスとキューピッド』 (エルミタージュ美術館) 以来、画家とその工房が繰り返し描いたヴィーナスとキューピッドを主題とした絵画のうちの1点である。1829/1830年にプロイセンの王宮から移され、現在はベルリン絵画館に所蔵されている。

## 作品
クラナッハの裸婦は、アルブレヒト・デューラーの『イヴ』 (プラド美術館) のような裸婦が近代的な人体観察にもとづいていることに比べれば観念的であり、写生という観点からすれば不正確である。しかし、本作に見られるヴィーナス像は、ルクレティアなどと同じく画家が女性像のエロティックな魅力を表現する手段となっている。
ヴィーナスは、均一な黒色を背景に細長い石だらけの地面に立っている。彼女は少し身体を曲げ、鑑賞者をじっと見つめている。左手で透明なヴェールを持っているが、それは髪の毛から肩を通過して腰にまで垂れさがっている。右手は太ももの上に置かれ、その指はヴェールに触れている。ヴィーナスのまっすぐな視線と謎めいた微笑みを見せるやや上向きの口の端は、彼女が挑発しようとしていることを示唆する。ヴェールは、ブレスレット、指輪、ネックレスの宝石類、そしてカールした髪の毛とともに彼女の裸身を強調する。なお、ヴィーナスは愛の女神というより、ザクセン選帝侯の宮廷の婦人が裸体で立っているかのように見える。
本作のヴィーナスとキューピッドは、エルミタージュ美術館の『ヴィーナスとキューピッド』と比較すると少し異なったポーズをしている。エルミタージュ美術館のヴィーナスは息子のキューピッドが矢を放つのを妨げようとしているが、本作のヴィーナスはそのような試みをしていない。キューピッドは踊っているかのようなポーズで台座の上に立っており、左手に矢を持ち、左手で弓を持ち上げている。そうした仕草は、実際に矢を放つという意図としてよりもそれに対する警告として解釈できる。その警告は、エルミタージュ美術館のヴィーナスの頭上にラテン語で記されている「ヴィーナス (愛欲) の虜とならぬよう、キューピッドに心せよ」という語句に表されている。

## ギャラリー

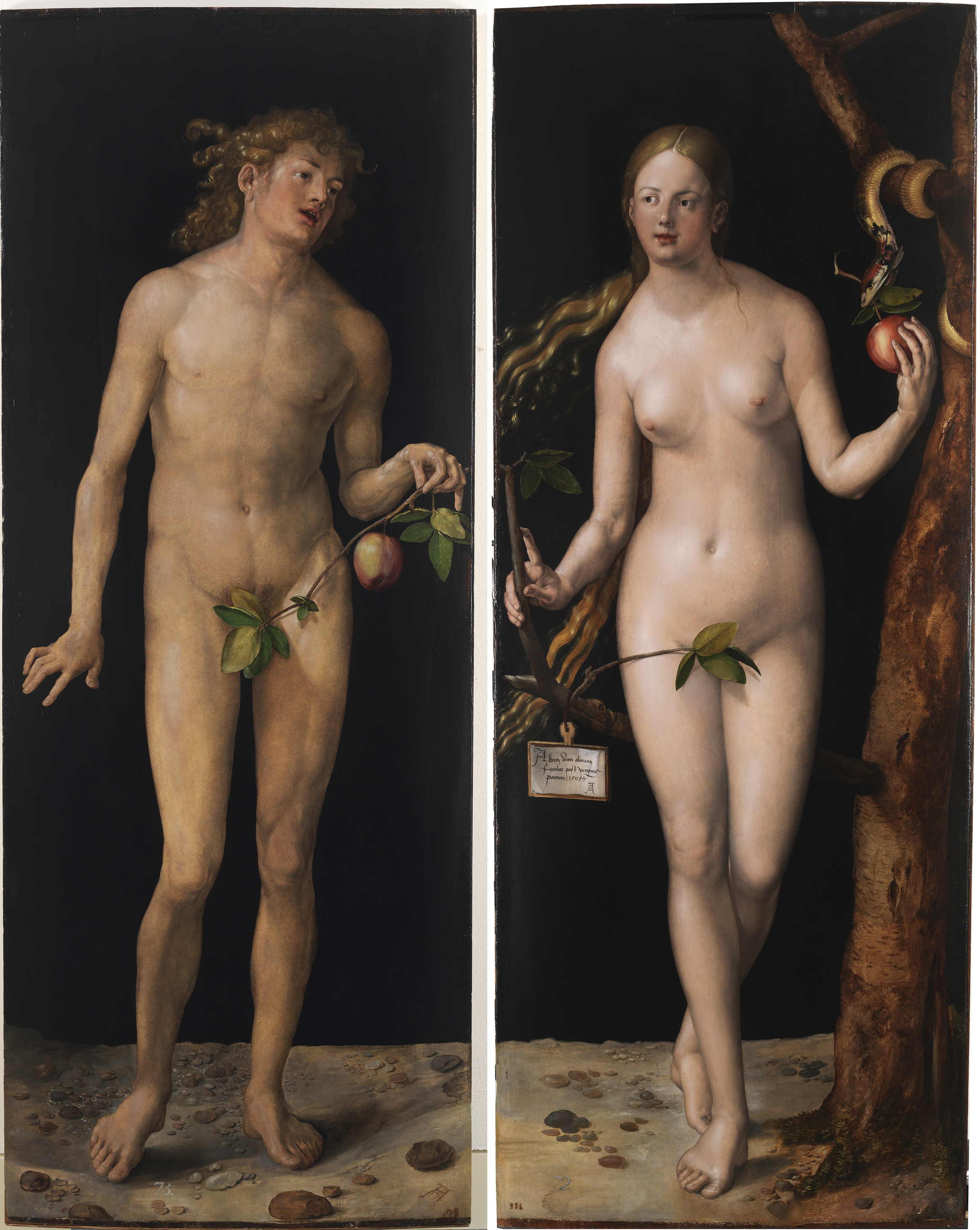
アルブレヒト・デューラー『アダムとイヴ』、プラド美術館 (マドリード)、1507年
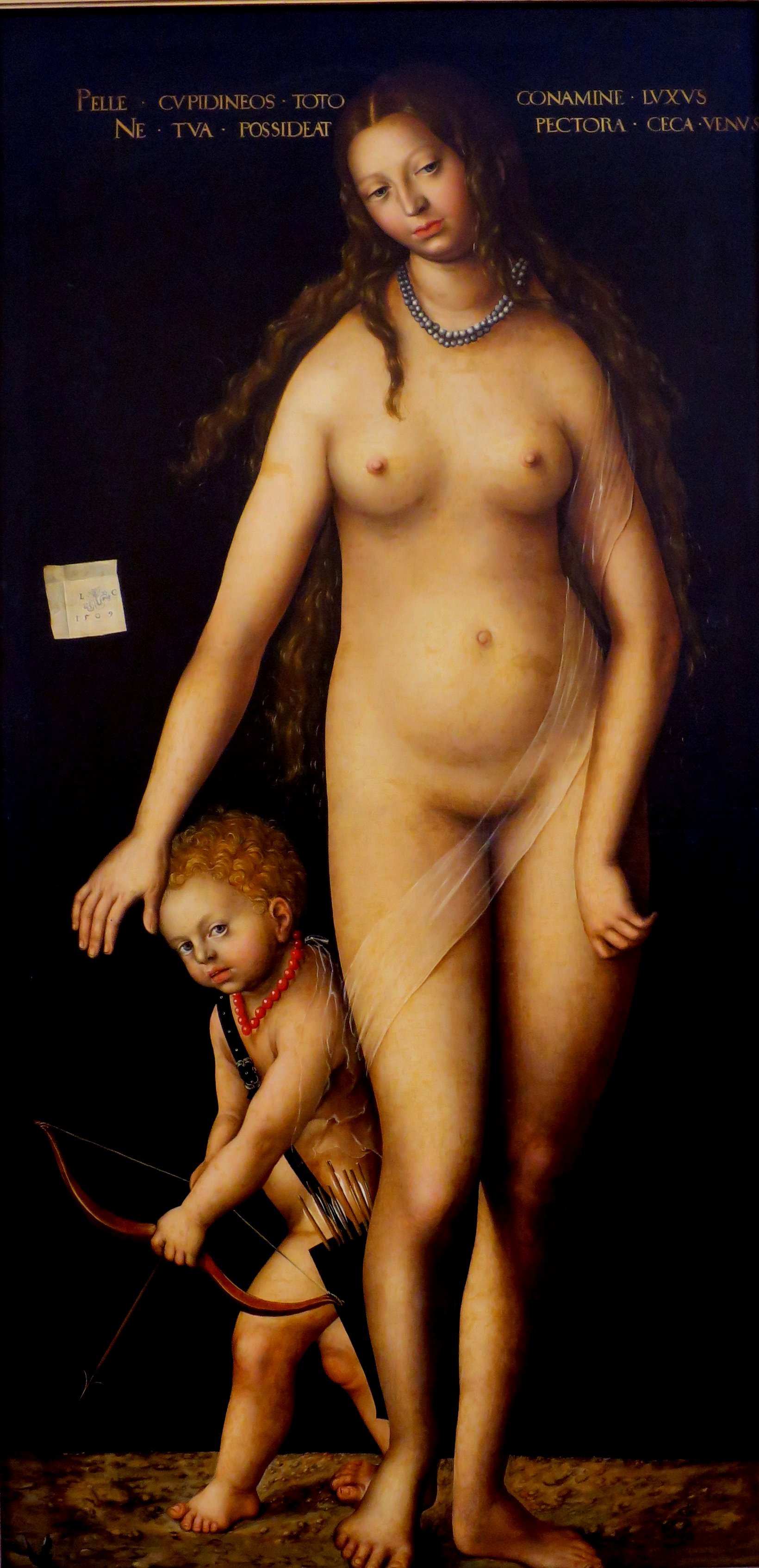
ルーカス・クラナッハ 『ヴィーナスとキューピッド』、エルミタージュ美術館、1509年
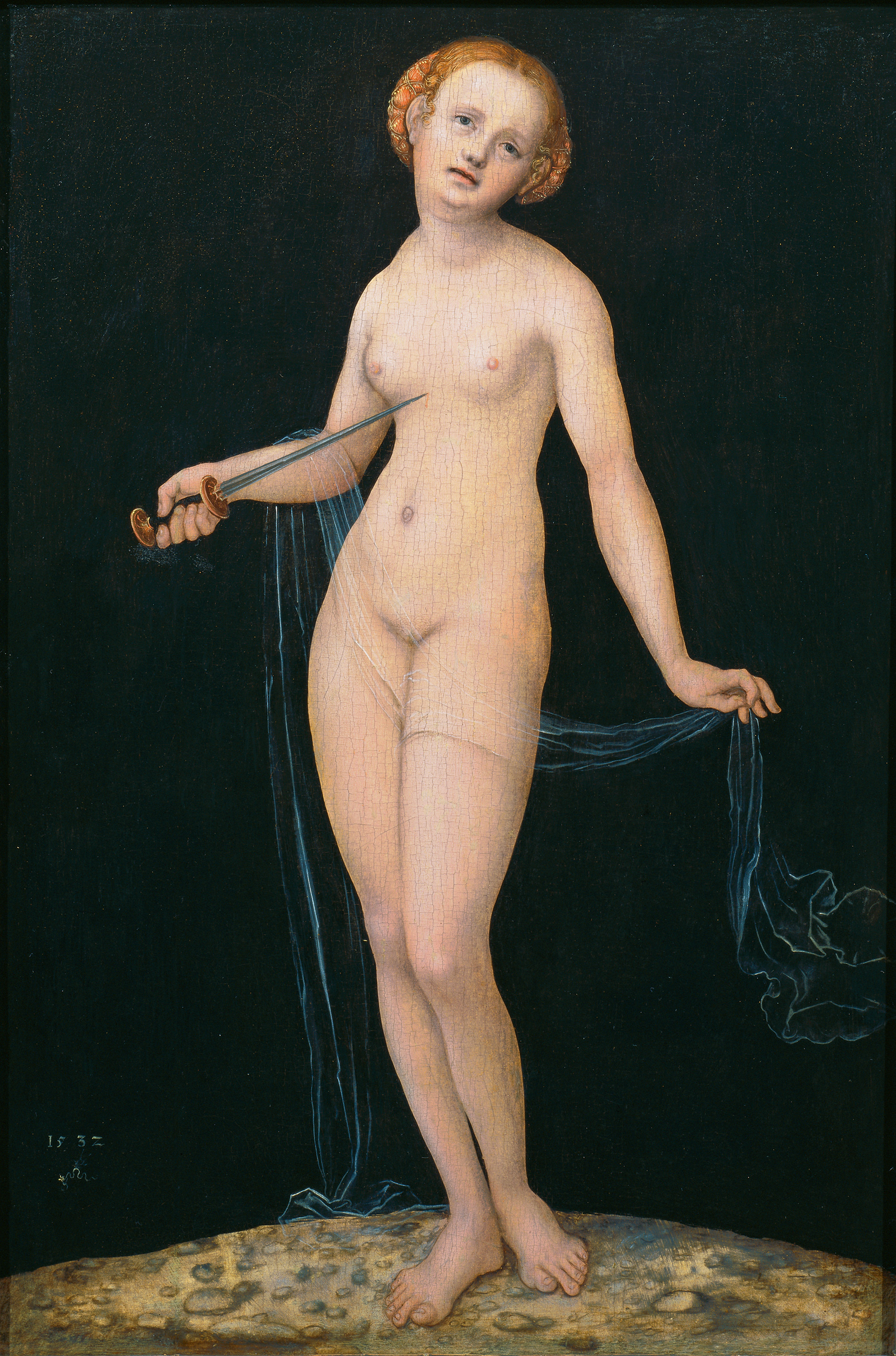
ルーカス・クラナッハ『ルクレティア』、ウィーン美術アカデミー、1532年